# Chadhiliyya

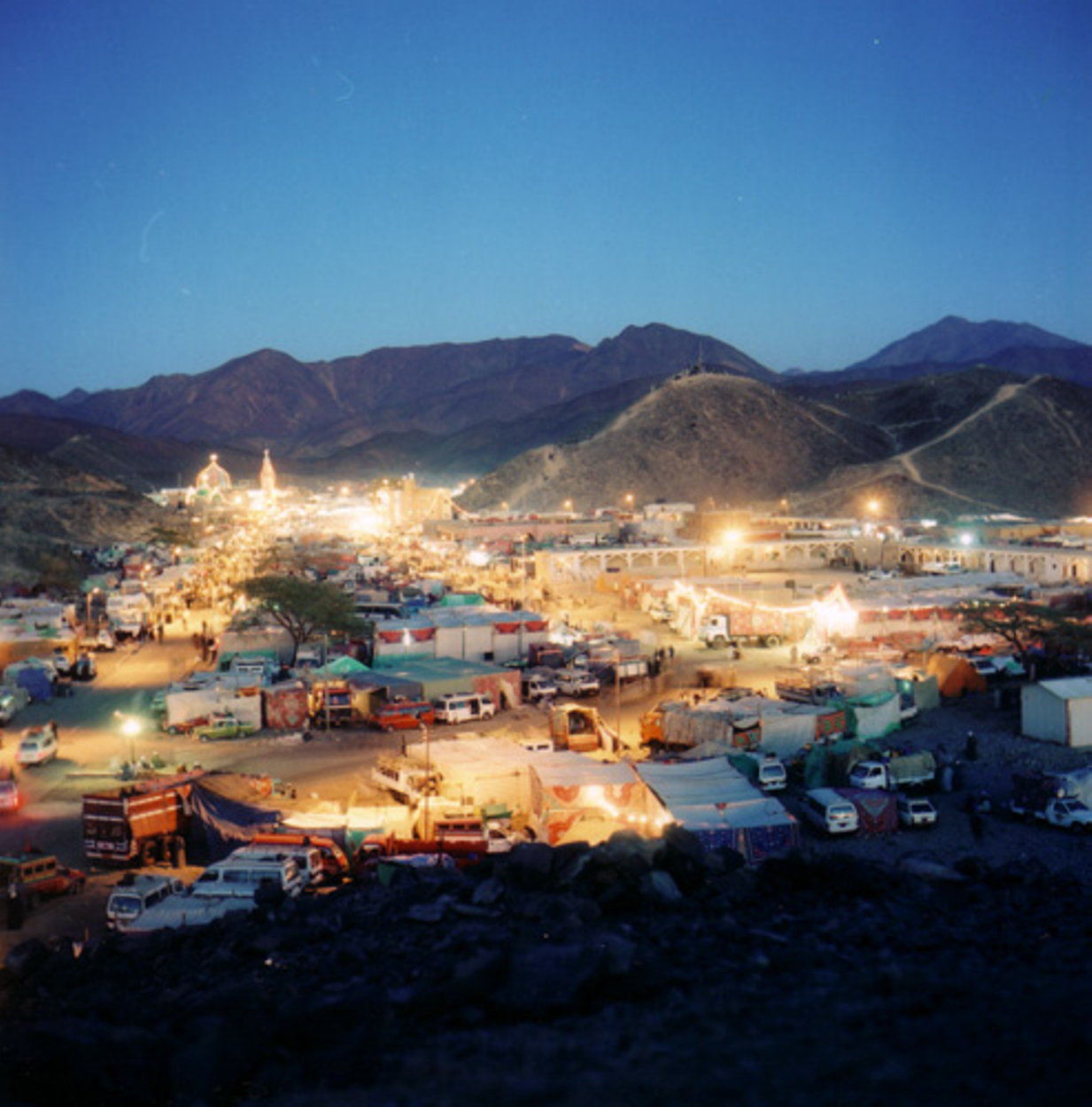
Dargah de Qutbul Akbar Imam Shadhili.

La Chadhiliyya, ainsi nommée par référence à son fondateur Abou Hassan al-Chadhili, est une tariqa soufie.

## Histoire
Répandue dans le Maghreb dès le XIVe siècle, elle étendit son influence en Égypte, Syrie et Arabie. Partisans d’un islam mystique en accord avec la sunnah, les chadhilis sont aujourd’hui présents dans les Balkans, l’Afrique subsaharienne, l’océan Indien (la tariqa s'installe d'abord aux Comores), l’Asie du Sud-Est, la Chine, l’Europe et les États-Unis.
Ahmad Ibn 'Ata Allah, troisième maître de la Chadhiliyya, aurait prouvé dans son débat avec Ibn Taymiyya que les soufis respectaient l'orthodoxie islamique tout en cherchant à atteindre les mystères sous-jacents.

## Croyances
Bien que les ordres soufis diffèrent dans le style de comportement des aspirants ou voyageurs et dans leurs méthodes d'éducation, ils partagent tous les mêmes idées et croyances.
1. La Repentance
  - La Repentance est considérée comme le point de départ de tout aspirant ou chercheur de Dieu. Elle implique la reconnaissance de ses fautes et de ses péchés, ainsi que la volonté sincère de changer et de revenir vers Dieu.
2. La Sincérité
  - La Sincérité est un concept qui est divisé en deux parties distinctes :
    - La première partie est la Sincérité sincère, qui se réfère à la sincérité envers Dieu dans tous les actes et les intentions.
    - La seconde partie est la Sincérité des deux amis, qui se réfère à la sincérité envers les autres et à la confiance mutuelle entre amis.
3. L'Intention
  - L'Intention est considérée comme la base de toutes les entreprises, de l'éthique et de l'adoration. Cela signifie que les actes sont jugés non seulement par ce qu'ils sont, mais aussi par les intentions qui les motivent.
4. La Retraite
  - La Retraite est l'un des fondements de l'éducation soufie. Il s'agit du départ en retraite de personnes pendant une période donnée, généralement trois jours, avant de prendre la route. Cette pratique permet aux aspirants de se retirer du monde et de se concentrer sur leur relation avec Dieu.
5. Le Dhikr
  - Le Dhikr se réfère à la pratique de se souvenir d'Allah. Cette pratique peut prendre plusieurs formes, telles que la récitation de différentes parties du Coran ou la répétition du nom d'Allah. Le Dhikr est considéré comme un moyen important pour les soufis de se rapprocher de Dieu.
6. L'Ascèse
  - L'Ascèse est un concept qui a plusieurs définitions dans le soufisme, notamment :
    - Le vide du cœur de toute chose autre que Dieu, considéré comme l'ascèse de la connaissance.
    - L'ascétisme dans le halal et l'abstention du haram. L'Ascèse est considérée comme une pratique importante pour les soufis pour atteindre la pureté spirituelle.
7. La Psyché
  - La Psyché est un concept qui porte sur les conditions de l'esprit dans un effort pour recommander sa purification. Les soufis identifient quatre aspects de la psyché :
    - L'âme est le centre de l'obéissance si elle obéit et de la peur.
    - La psyché est le centre des désirs dans les infractions.
    - La psyché est le centre de la tendance à se reposer.
    - La psyché est le centre de handicap dans l'exercice de ses fonctions.
8. L'Œuvre de Dieu
  - L'Œuvre de Dieu se réfère à l'ensemble des actes et des événements qui se produisent dans le monde, et qui sont considérés comme étant sous le contrôle de Dieu. Les soufis croient que Dieu est le seul qui possède les preuves manifestes et latentes de la perspicacité.